# Marybeth Sant-Price
Marybeth Sant-Price (née le 6 avril 1995) est une athlète américaine, spécialiste des épreuves de sprint.

## Biographie
En 2022, elle remporte la médaille de bronze du 60 mètres lors des Championnats du monde en salle de Belgrade.

## Palmarès
| Date | Compétition                    | Lieu     | Résultat | Marque |
| ---- | ------------------------------ | -------- | -------- | ------ |
| 2022 | Championnats du monde en salle | Belgrade | 3e       | 7 s 04 |

## Records
| Épreuve | Résultat | Lieu             | Date         |
| ------- | -------- | ---------------- | ------------ |
| 60 m    | 7 s 04   | Belgrade         | 18 mars 2022 |
| 100 m   | 11 s 08  | Colorado Springs | 13 juin 2021 |